# 3233 Krisbarons
3233 Krisbarons је астероид главног астероидног појаса са средњом удаљеношћу од Сунца која износи 2,225 астрономских јединица (АЈ).
Апсолутна магнитуда астероида је 12,9.